# Ossino-Gai

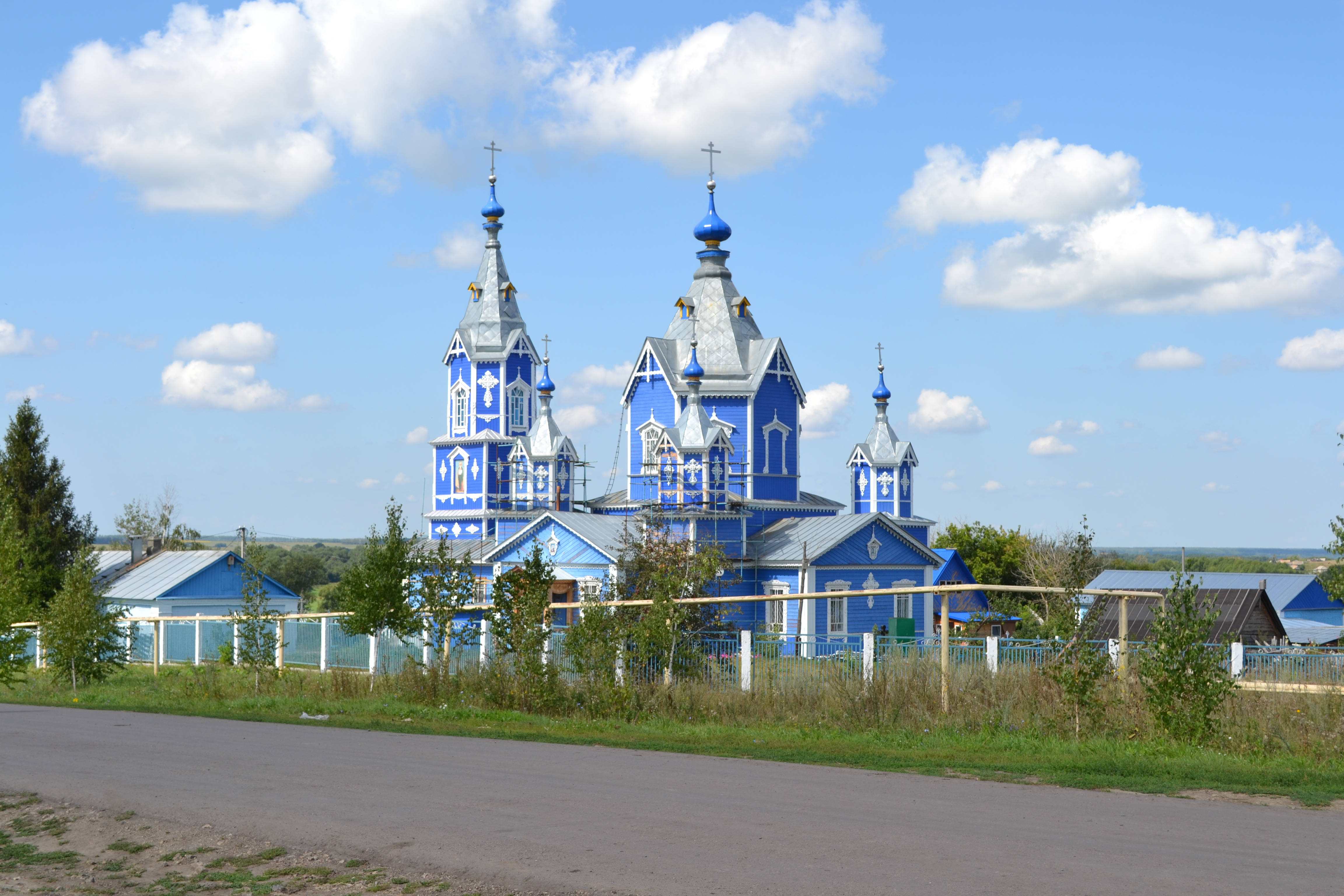
Kirche von Ossino-Gai, 2012

Ossino-Gai (russisch Осино-Гай) ist ein Dorf in Russland.
Ossino-Gai hat 637 Einwohner (Stand 2010) und liegt im Rajon Gawrilowka im Osten der Oblast Tambow. Es befindet sich etwa 70 km Luftlinie nordöstlich des Oblastzentrums Tambow am Flüsschen Kaschma.
Der Dorfname bedeutet Espenhain.

## Söhne und Töchter des Ortes
- Soja Kosmodemjanskaja (1923–1941), sowjetische Partisanin
- Schura Kosmodemjanski (1925–1945), sowjetischer Offizier